# Leonardo Leite
Leonardo "Leo" Leite (ur. 25 marca 1978) – brazylijski judoka i zawodnik mieszanych sztuk walki.
Uczestnik mistrzostw świata w 2011, a także zdobył dwa medale w drużynie. Startował w Pucharze Świata w latach 1998 i 2009-2012. Złoty medalista igrzysk Ameryki Południowej w 2010 i srebrny w drużynie. Zdobył siedem medali mistrzostw panamerykańskich w latach 2001 - 2011. Dwukrotnie na podium mistrzostw Ameryki Południowej.